# コンセンサス会議
コンセンサス会議（コンセンサスかいぎ）とは、1985年にデンマークにおいて開発された、市民参加のテクノロジー・アセスメント(新しい科学技術が社会生活に及ぼす影響を事前に評価すること)。

## 概要
議題となる、社会的論争のある科学技術について、専門的な知識を持たない一般市民が会議の主導権を握る点に大きな特徴がある。元来、アメリカにおいて専門家の間に限定された合意形成会議（consensus development conference)として開発された。しかし、1985年のデンマークでの会議より、形式が変容した。ヨーロッパでは1990年代を中心に各国で実施された。
日本では、東京電機大学の若松征男の呼びかけによって、大阪で1998年に試行型のコンセンサス会議が行われた。

## 構成
コンセンサス会議は、運営委員会・専門家パネル・市民パネルから構成される。
- 運営委員会は、会議のテーマとスケジュールを決め、会議の司会役となるファシリテーターを決定する。
- 専門家パネルは、テーマにそってあらかじめリスト化した専門家を10〜15人選出する。
- 市民パネルは、新聞を中心としたメディアによって公募され、事務局によって性別や年齢、職業や学歴を審議され、15人程度選出される。

## 方法
この手法の起源となったデンマークの手法は次のようになる。
- 本会議2、3か月前
選出された市民パネルが面会し、本会議の目的や、日程、市民パネルに期待されることなど会議の詳細を説明される。
また、テーマに関係する基礎的な情報を得て、要となる質問を決め、見合った専門家を選出する。事務局は、この決定に基づいて専門家に参加の交渉を求める。
- 本会議1か月前
市民パネルは、要となる質問を文書化し、専門家パネルへ届ける。
- コンセンサス会議
- 1日目：専門家パネルが市民パネルの質問に答える。その後、市民パネルは質問に対する専門家の回答をふまえ、2日目の会議おける質問を決める。
- 2日目：市民パネル、さらに傍聴者による専門家パネルへの質問。その後、市民パネル少人数に分かれ議論し、グループごとの意見を発表し、ひとつのコンセンサスを決定する。
- 3日目：コンセンサス文書を公開し、専門家による訂正を行う。最後に、会場全体で討論が行われ、メディアが、運営委員会・専門家パネル・市民パネルに質問をするプレスレセプションが行われる。

## 内容
- 1987年　産業と農業における遺伝子操作技術
- 1989年　食物への放射線照射、ヒトゲノムの解読
- 1990年　大気汚染
- 1991年　教育用のテクノロジー
- 1992年　遺伝子技術による品種改良動物
- 1993年　自家用車の未来、不妊症
- 1994年　電子身分証明書、交通における情報技術、環境と倫理に配慮した農業生産方式
- 1995年　食品や環境に対する化学物質の規制方法、遺伝子治療
- 1996年　漁業の未来、消費と環境
- 1997年　情報技術を利用した在宅勤務
- 1999年　遺伝子組み換え食品
- 2000年　騒音と技術、電子的監視システム
- 2001年　ロードプライジング
- 2002年　遺伝子検査

1987年の「産業と農業における遺伝子操作技術」に関するコンセンサス会議の結果は、政府が動物の遺伝子操作技術に関する研究資金の提供を停止することで反映されている。
また1989年の「植物への放射線照射」の結果は、乾燥種子以外食品に対する放射線照射の禁止の規制を設けることで反映されている。
日本では、1998年に大阪で試行型のコンセンサス会議が行われるのを始めとし、翌年は東京にて「インターネット技術」をテーマに行われる。2000年に、農林水産省運営の、全国規模で行われた「遺伝子組換え農作物」をテーマとしたコンセンサス会議が代表的である。